# 薫まい
薫 まい（かおる まい、1984年8月2日 - ）は、日本のAV女優。
北海道出身。趣味、特技はカラオケ。

## 作品

### アダルトビデオ
2005年
- もぎたてボイン天使(1月8日 Waap)
- どうせ揉むなら着たままで(2月5日 Waap)
- いけないまい先生(3月5日 Waap)
- ドリームシャワー No.64(4月5日 Waap)
- お姉ちゃん悪戯計画(4月29日 Waap)
- 癒され荘5号館 ～管理人さんはFカップ～ (6月5日 Waap)

2006年
- 巨乳妄想(1月、ワンズファクトリー)
- 奴隷家庭教師(4月4日、タカラ映像)
- エリートOL 美尻の秘尻 08 (4月4日、プレステージ)
- 嫉妬に溺れた女 篠崎さとみ、薫まい (6月24日、マドンナ)
- 女子校生監禁凌辱 鬼畜輪姦63 (7月7日、アタッカーズ)
- 蛇縛の拷問折檻6 5000万円分の狂気 星月まゆら、中村香月、薫まい (8月7日、アタッカーズ)
- ピュアラブ あみん＆まい 可愛あみん、薫まい (11月7日、アタッカーズ)
- 女子校生拉致監禁 Vol.31［薫まい］ (11月28日、ゴーゴーズ)

2007年
- カー セックス 愛乃ララ、早乙女未央、薫まい (1月17日、ゴリラプロジェクト)

2008年
- いけないまい先生 (3月18日、ワープエンタテインメント)
- もぎたてボイン天使(9月16日、ワープエンタテインメント)
- 薫まいの表に出せないビデオのDVD(9月27日、エイチ・エス映像)
- 痴女引越センター 4 三浦楓、夏野かをり、薫まい (10月16日、NEXT GROUP)
- どうせ揉むなら着たままで(11月13日、ワープエンタテインメント)